# Alouatta caraya
El mono carayá negro (Alouatta caraya) es una especie de primate platirrino de la familia de los atélidos que habita en el centro de América del Sur, siendo la especie más austral de todos los primates americanos.

## Distribución y hábitat
Este carayá es nativo del centro de América del Sur. Su distribución comprende desde el centro y sur de Brasil, el departamento de Santa Cruz y en el departamento del Beni en Bolivia, gran parte del Paraguay, en el norte de Uruguay y actualmente también se encuentra en partes de Perú y Sur de Colombia, y en el norte y noreste  de  Argentina. 
También se localizan en el sur y sureste de México, Guatemala y otras partes de Centroamérica.
No se le considera en peligro de extinción.
Habita en especial en bosques primarios y en bosques de galería; también lo hace en bosques secos cerca de cursos de agua o pantanos.

## Descripción, dimorfismo sexual y comportamiento
La longitud de la cabeza y el cuerpo es de 42 a 65 cm. La cola mide de 53 a 65 cm. El peso de las hembras es de 3.8 y 5.4 kg. Los machos pesan de 5.0 a 8.2 kg. En las hembras el pelaje es color amarillo , en los machos es negro.
El aullido se debe a que tienen una garganta muy desarrollada y a un hueso que tienen entre la boca y la garganta. Aúllan para marcar territorio. Algunos machos aúllan al amanecer y también al atardecer, en ocasiones un macho aulla en su territorio y el macho de otro grupo responde al igual con aullidos, haciéndole saber que ese territorio está ya ocupado.
Viven en manadas de 6-15 individuos, hasta 3 machos y varias hembras. Al alcanzar la madurez sexual pueden dejar su grupo para unirse a otros.
Se alimentan de frutos, tallos y hojas que les aportan suficiente energía. En ocasiones dejan las ramas para caminar por el suelo. El carayá negro es centinela epidemiológico por su sensibilidad al virus de la fiebre amarilla.

## Grupos
Se le ve en parejas y grupos que cuentan hasta con 19 de ellos. Se le reporta un área de acción de una hectárea.

## Reproducción
El período de gestación es en promedio de 187 días. Normalmente paren una sola cría que pesa alrededor de 125 g y el cuidado por parte de la madre se prolonga por un año.

## Alimentación
Los monos carayá son folívoros y frugívoros, se alimentan principalmente de hojas y complementan su dieta con flores, frutas, semillas, tallos, vástagos y ramas. Se alimentan solo de frutas en ciertas épocas del año; en cambio todo el año se alimentan en igual proporción de hojas tiernas y frutas maduras. Las hojas son la principal fuente de proteínas y las frutas de energía y proteínas. Los aulladores prefieren balancear su comida entre alimentos ricos en proteínas y carbohidratos. La proteína y la fibra parecen ser el factor más importante en el momento de escoger las hojas de los árboles.

## Amenazas
Este mono se encuentra en riesgo de extinción bajo,  en la categoría Vulnerable según la Lista Roja de la UICN. Sus amenazas son la tala de árboles, los incendios forestales, la caza furtiva por deporte, el tráfico ilegal para el mascotismo y los atropellamientos.

## Proteccionismo y Conservación
Se pueden encontrar distintas organizaciones que se dedican al cuidado y conservación de la especie, reinserción y rescate.
Una de ellas,  @proyecto.cayara que se encuentra ubicada en La Cumbre, Córdoba, Argentina, cuenta con un espacio natural de 380 ha. aproximadamente para la rehabilitación de ejemplares rescatados del mascotismo, accidentes y cautiverio.
Se puede colaborar con esta ONG mediante donaciones y voluntariados.

## Galería

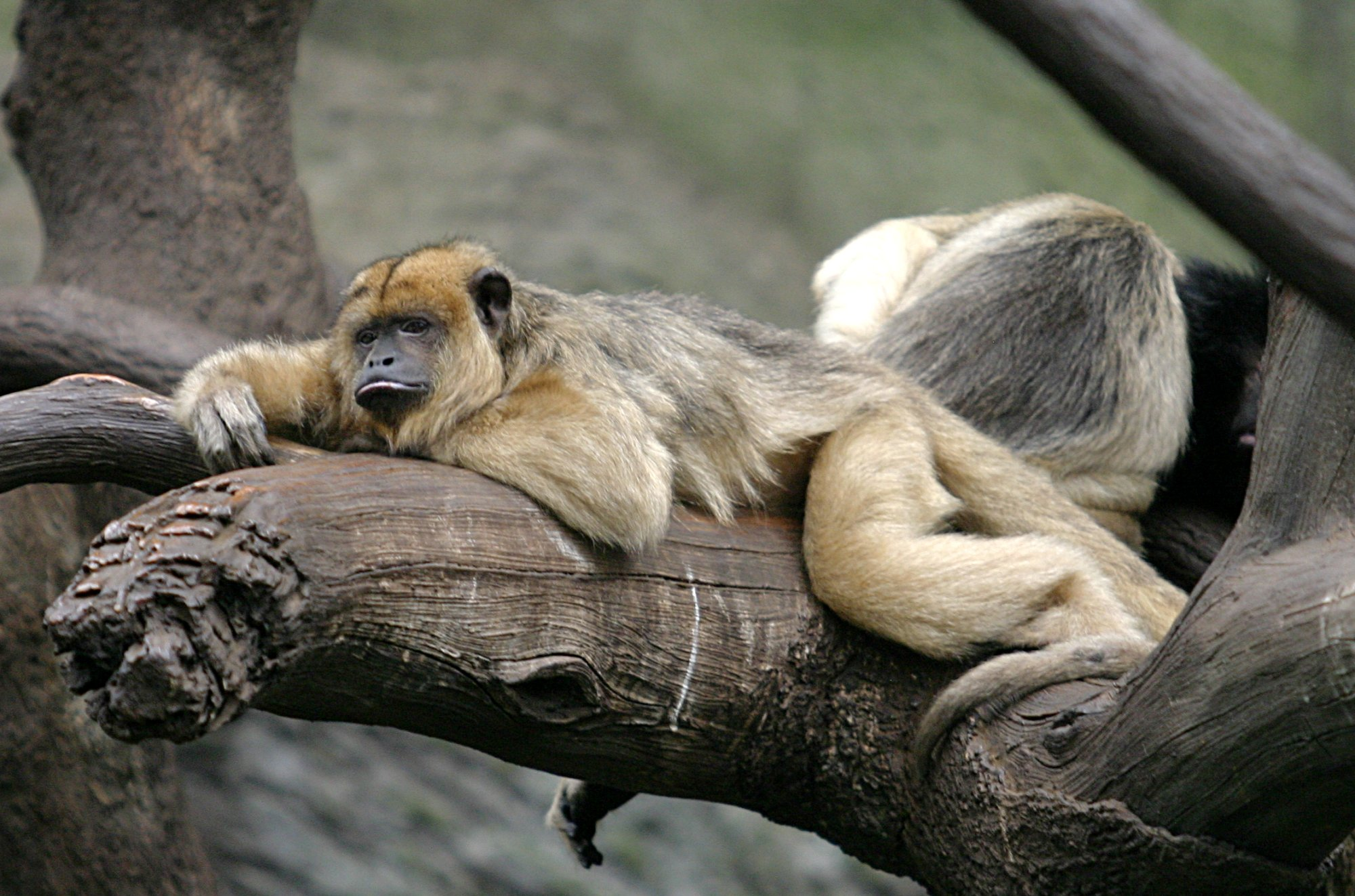
Una hembra.
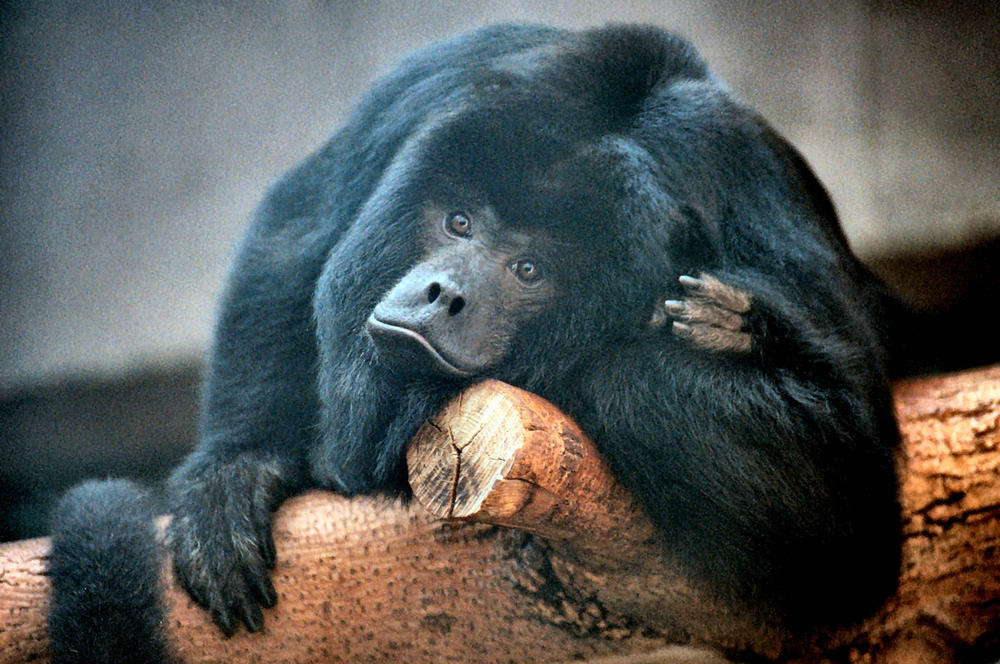
Un macho.
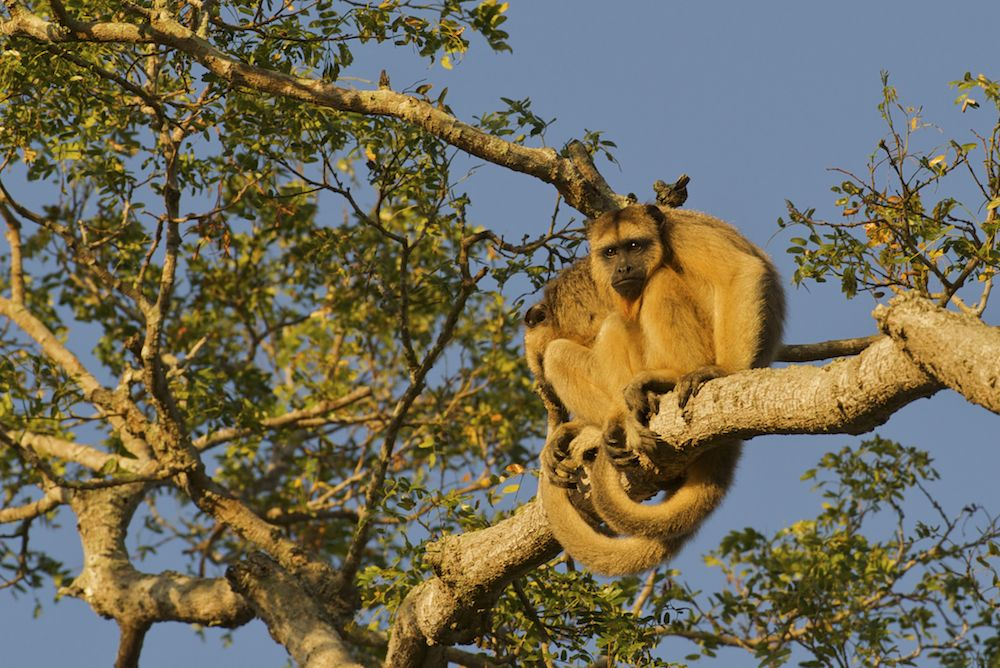
Dos hembras en una rama, usando su cola prensil como amarre de seguridad, en Pantanal, Bolivia.
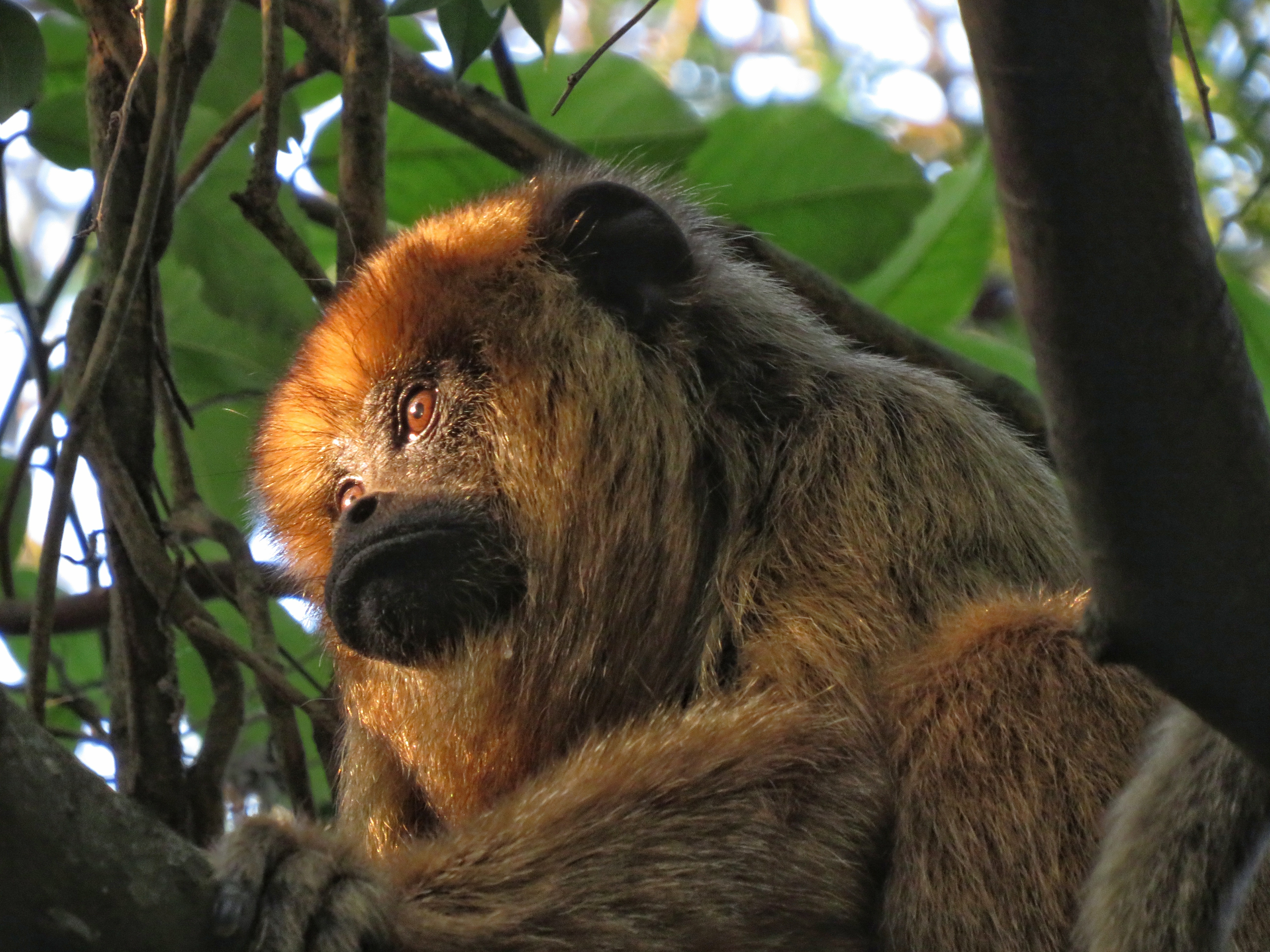
Hembra de Carayá en el Sendero Carayá en el Parque Provincial Iberá, Corrientes, Argentina.
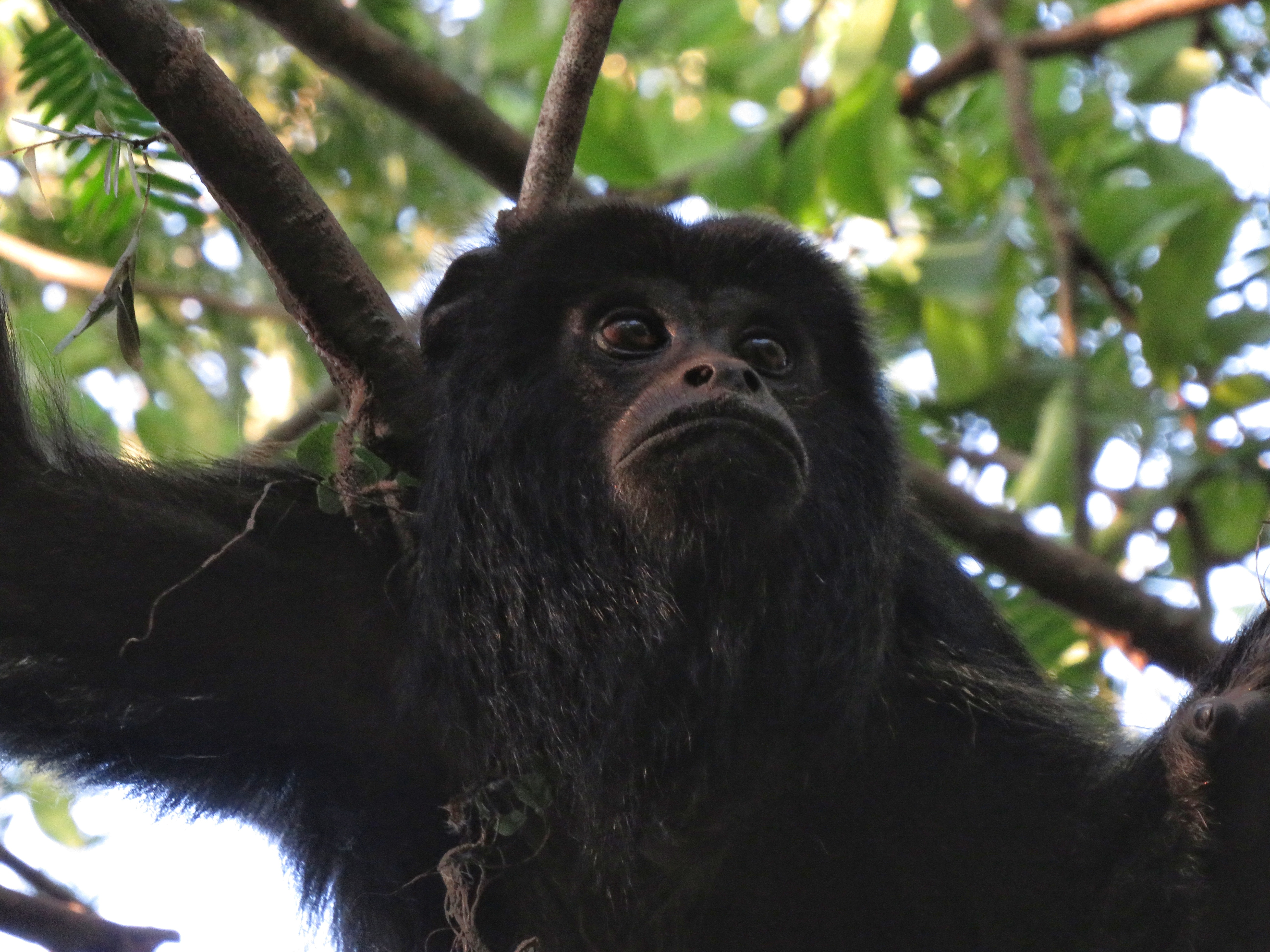
Macho de Carayá en el Sendero Carayá en el Parque Provincial Iberá, Corrientes, Argentina.